# Wróblówka (województwo małopolskie)

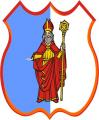
Nieoficjalny herb wsi Wróblówka

Wróblówka – wieś w Polsce w województwie małopolskim, w powiecie nowotarskim, w gminie Czarny Dunajec.

## Położenie
Miejscowość położona jest w nad rzeką Czarny Dunajec i jej dopływem – Czarnym Potokiem, w regionie geograficznym Kotlina Nowotarska i historyczno-etnograficznym Podhale.  Sąsiaduje z wsiami Czarny Dunajec, Długopole, Dział i Odrowąż.

## Opis miejscowości
Wieś królewska, położona w drugiej połowie XVI wieku w powiecie sądeckim województwa krakowskiego, należała do tenuty nowotarskiej. We Wróblówce znajduje się kaplica filialna pod wezwaniem św. Jana Chrzciciela należąca parafii w Czarnym Dunajcu, wzniesiona w latach 80. XX wieku staraniem mieszkańców i rodaków z Ameryki. W latach 1975–1998 miejscowość administracyjnie należała do województwa nowosądeckiego.